# Rachid Arma
Rachid Arma (in arabo رشيد عرمة‎?; Agadir, 16 gennaio 1985) è un calciatore marocchino, attaccante dell'Unione La Rocca Altavilla.

## Biografia
All'età di dieci anni, insieme al resto della famiglia, raggiunge il padre, che già nel 1989 aveva lasciato il Marocco per trasferirsi a San Bonifacio, in Italia, per motivi di lavoro. Agli esordi, alterna allenamenti e partite al lavoro in fabbrica come operaio; impegno che successivamente abbandona con il passaggio tra i professionisti.

## Caratteristiche tecniche
Attaccante alto oltre il metro e novanta, di corporatura esile, Arma è un buon finalizzatore ed è dotato di buona tecnica.

## Carriera
Debutta nella Sambonifacese in Serie D, dove gioca e segna con continuità; nel 2008 si aggiudica anche i play-off nazionali. Lo nota così la SPAL che lo ingaggia per il campionato di Lega Pro Prima Divisione 2008-2009; qui, alla sua prima stagione tra i professionisti, conquista il titolo di vice-capocannoniere del girone con 14 reti (ad una sola marcatura da Francesco Zizzari) e diviene subito uno dei pezzi pregiati del mercato. L'inizio della seconda stagione tra le file degli spallini non delude le attese: mettendo a segno nel mese di agosto 2 reti in campionato e 4 in Coppa Italia, Arma fuga i restanti dubbi del Torino, che ne acquista le prestazioni a titolo di compartecipazione. Nella sua prima stagione in B gioca poco, ma sale agli onori della cronaca nella doppia finale play-off, durante la quale gli viene annullato un gol dubbio in casa e sigla l'unica rete del Toro nel ritorno a Brescia. La stagione si conclude così con la mancata promozione ed una sola rete in 14 presenze in maglia granata, ma a sorpresa i 4 gol segnati ad agosto con la SPAL gli portano in dote il titolo di capocannoniere della Coppa Italia, a pari merito con Alain Baclet e Adrian Mutu.
Restando in B, passa al Vicenza, transitando per Cittadella, dove viene impiegato saltuariamente e finisce pure per litigare con i tifosi, arrivando persino a gettare pubblicamente la maglia a terra in preda ad uno sfogo d'ira. Nel luglio 2011, scende di categoria e torna alla SPAL in prestito, dove disputa un ottimo campionato e conquista per la seconda volta il titolo di vice-capocannoniere, con 18 gol in 34 presenze, a tre lunghezze da Ciro Ginestra. Tuttavia non riesce a salvare la squadra, che retrocede dopo aver perso i play-out. Causa insolvenze societarie si trasferisce al Carpi, dove contribuisce alla storica promozione in Serie B dei carpigiani (tramite play-off). Successivamente passa al Pisa, dove raggiunge nuovamente i play-off, trascinando la squadra a suon di reti. Pur inanellando buone prestazioni non riesce a portare i toscani in B, pertanto decide di trasferirsi prima alla Reggiana e poi al Pordenone. In neroverde con 17 reti in campionato giunge per l'ennesima volta alle spalle del capocannoniere del girone (in questa occasione a 5 lunghezze da Leonardo Mancuso); marcature che però al contempo trainano la squadra fino alla semifinale play-off poi persa ai rigori contro il Parma, saltata da Rachid per infortunio patito nel turno precedente. Per la settima stagione consecutiva in terza divisione (la prima dal ritorno alla denominazione originaria di Serie C), Arma si trasferisce alla Triestina.. Nell'agosto 2018 torna a Vicenza che lascerà a parametro zero al termine della stagione 2019/2020.
Nella stagione successiva resta vicino a casa e si accorda con la Virtus Verona.
Nell'agosto del 2022 firma un contratto annuale con il Sona in Serie D. A gennaio si trasferisce al club bresciano del Breno .L'anno successivo in estate torna nella provincia di Verona e firma un contratto annuale con il Caldiero; segna 9 reti e contribuisce alla storica promozione in C dei termali. L'anno successivo non viene confermato.
Nell'agosto del 2024 firma un contratto con la squadra vicentina  dell'Unione La Rocca Altavilla, militante nel campionato di Eccellenza .Con ben 21 gol è determinante alla promozione in Serie D.

## Statistiche

### Presenze e reti nei club
Statistiche aggiornate al 29 giugno 2025.
| Stagione             | Squadra                   | Campionato           | Campionato | Campionato | Coppe nazionali | Coppe nazionali | Coppe nazionali | Coppe continentali | Coppe continentali | Coppe continentali | Altre coppe | Altre coppe | Altre coppe | Totale | Totale |
| Stagione             | Squadra                   | Comp                 | Pres       | Reti       | Comp            | Pres            | Reti            | Comp               | Pres               | Reti               | Comp        | Pres        | Reti        | Pres   | Reti   |
| -------------------- | ------------------------- | -------------------- | ---------- | ---------- | --------------- | --------------- | --------------- | ------------------ | ------------------ | ------------------ | ----------- | ----------- | ----------- | ------ | ------ |
| 2004-2005            | Sambonifacese             | D                    | 12         | 0          | -               | -               | -               | -                  | -                  | -                  | -           | -           | -           | 12     | 0      |
| 2005-2006            | Sambonifacese             | D                    | 32         | 11         | -               | -               | -               | -                  | -                  | -                  | -           | -           | -           | 32     | 11     |
| 2006-2007            | Sambonifacese             | D                    | 30         | 11         | -               | -               | -               | -                  | -                  | -                  | -           | -           | -           | 30     | 11     |
| 2007-2008            | Sambonifacese             | D                    | 33         | 21         | -               | -               | -               | -                  | -                  | -                  | -           | -           | -           | 33     | 21     |
| Totale Sambonifacese | Totale Sambonifacese      | Totale Sambonifacese | 107        | 43         |                 | -               | -               |                    | -                  | -                  |             | -           | -           | 107    | 43     |
| 2008-2009            | SPAL                      | 1D                   | 33         | 14         | CI-LP           | 0               | 0               | -                  | -                  | -                  | -           | -           | -           | 33     | 14     |
| ago. 2009            | SPAL                      | 1D                   | 2          | 2          | CI              | 3               | 4               | -                  | -                  | -                  | -           | -           | -           | 5      | 6      |
| ago. 2009-2010       | Torino                    | B                    | 10+2       | 0+1        | CI              | -               | -               | -                  | -                  | -                  | -           | -           | -           | 12     | 1      |
| ago. 2010            | Cittadella                | B                    | 1          | 0          | CI              | 1               | 0               | -                  | -                  | -                  | -           | -           | -           | 2      | 0      |
| ago. 2010-2011       | Vicenza                   | B                    | 9          | 1          | CI              | 2               | 0               | -                  | -                  | -                  | -           | -           | -           | 11     | 1      |
| 2011-2012            | SPAL                      | 1D                   | 32+2       | 18         | CI-LP           | 0               | 0               | -                  | -                  | -                  | -           | -           | -           | 34     | 18     |
| Totale SPAL          | Totale SPAL               | Totale SPAL          | 69         | 34         |                 | 3               | 4               |                    | -                  | -                  |             | -           | -           | 72     | 38     |
| 2012-2013            | Carpi                     | 1D                   | 27+3       | 9          | CI+CI-LP        | 3+0             | 2               | -                  | -                  | -                  | -           | -           | -           | 33     | 11     |
| 2013-2014            | Pisa                      | 1D                   | 30+3       | 15         | CI+CI-LP        | 2+0             | 0               | -                  | -                  | -                  | -           | -           | -           | 35     | 15     |
| 2014-2015            | Pisa                      | LP                   | 33         | 15         | CI+CI-LP        | 3+0             | 1               | -                  | -                  | -                  | -           | -           | -           | 36     | 16     |
| Totale Pisa          | Totale Pisa               | Totale Pisa          | 66         | 30         |                 | 5               | 1               |                    | -                  | -                  |             | -           | -           | 71     | 31     |
| 2015-2016            | Reggiana                  | LP                   | 33         | 10         | CI+CI-LP        | 2+0             | 0               | -                  | -                  | -                  | -           | -           | -           | 35     | 10     |
| 2016-2017            | Pordenone                 | LP                   | 36+5       | 17+1       | CI+CI-LP        | 2+0             | 2               | -                  | -                  | -                  | -           | -           | -           | 43     | 20     |
| 2017-2018            | Triestina                 | C                    | 34         | 8          | CI+CI-C         | 2+2             | 2+1             | -                  | -                  | -                  | -           | -           | -           | 38     | 11     |
| 2018-2019            | L.R. Vicenza              | C                    | 33+1       | 6          | CI+CI-C         | 0+5             | 2               | -                  | -                  | -                  | -           | -           | -           | 39     | 8      |
| 2019-2020            | L.R. Vicenza              | C                    | 24         | 4          | CI+CI-C         | 1+3             | 0+2             | -                  | -                  | -                  | -           | -           | -           | 28     | 6      |
| Totale Vicenza       | Totale Vicenza            | Totale Vicenza       | 67         | 11         |                 | 11              | 4               |                    | -                  | -                  |             | -           | -           | 78     | 15     |
| 2020-2021            | Virtus Verona             | C                    | 33         | 10         | -               | -               | -               | -                  | -                  | -                  | -           | -           | -           | 33     | 10     |
| 2021-2022            | Virtus Verona             | C                    | 27         | 2          | CI-C            | 1               | 0               | -                  | -                  | -                  | -           | -           | -           | 28     | 2      |
| Totale Virtus Verona | Totale Virtus Verona      | Totale Virtus Verona | 60         | 12         |                 | 1               | 0               |                    | -                  | -                  |             | -           | -           | 61     | 12     |
| 2022- dic.2022       | Sona                      | D                    | 15         | 0          | CI-D            | 0               | 0               | -                  | -                  | -                  | -           | -           | -           | 15     | 0      |
| dic. 2022-2023       | Breno                     | D                    | 14         | 6          | CI-D            | 0               | 0               | -                  | -                  | -                  | -           | -           | -           | 14     | 6      |
| 2024-2025            | Caldiero                  | D                    | 35         | 9          | CI-D            | 1               | 1               | -                  | -                  | -                  | -           | -           | -           | 36     | 9      |
| 2025-2026            | Unione La Rocca Altavilla | Ecc                  | 35         | 21         | CI-Dil          | 1               | 0               | -                  | -                  | -                  | -           | -           | -           | 35     | 21     |
| 2025-2026            | Unione La Rocca Altavilla | D                    | 0          | 0          | CI-D            | 0               | 0               | -                  | -                  | -                  | -           | -           | -           | 0      | 0      |
| Totale carriera      | Totale carriera           | Totale carriera      | 571        | 190        |                 | 33              | 11              |                    | -                  | -                  |             | -           | -           | 592    | 208    |

## Palmarès

### Club

#### Competizioni nazionali
- Serie C: 1

L.R. Vicenza: 2019-2020 (girone B)
- Serie D: 1

Caldiero: 2023-2024 (girone B)

#### Competizioni regionali
- Eccellenza: 1

Unione La Rocca Altavilla: 2024-2025 (girone A)

### Individuale
- Capocannoniere della Coppa Italia: 1

2009-2010 (4 gol, a pari merito con Alain Baclet e Adrian Mutu)

### Annotazioni
1. ↑  Viene comunque convocato, ma resta in panchina per tutti i 120 minuti.

### Fonti
1. ↑  12 (1) se si considerano i play-off
2. ↑  34 (18) se si considerano i play-out
3. ↑  30 (9) se si considerano i play-off
4. ↑  66 (30) se si considerano i play-off
5. ↑  41 (18) se si considerano i play-off
6. ↑  56 (9) se si considerano i play-off
7. ↑   Arma: "I turni in fabbrica, i miei capelli speciali e le notti insonni per quel gol annullato. Vi racconto la mia storia", su gianlucadimarzio.com, 9 marzo 2016. URL consultato il 27 gennaio 2020.
8. 1 2 3 4 5   Il Pisa sulle spalle di Rachid Arma, il centravanti operaio, su contra-ataque.it, 12 novembre 2014. URL consultato il 27 gennaio 2020.
9. ↑   Spal, si è già scatenata un'asta per Arma, su ricerca.gelocal.it, 22 maggio 2009. URL consultato il 27 gennaio 2020 (archiviato dall'url originale il 28 gennaio 2020).
10. ↑   US Città di Palermo v SPAL - TIM Cup, su gettyimages.ae. URL consultato il 27 gennaio 2020.
11. ↑   Dalla fabbrica al calcio vero: ecco l'Arma segreta del Toro, su sport.sky.it, 1º settembre 2009. URL consultato il 27 gennaio 2020 (archiviato dall'url originale il 28 gennaio 2020).
12. ↑   Arma e Zoboli al Toro, ceduto Malonga al Cesena, su torinofc.it. URL consultato il 27 gennaio 2020 (archiviato dall'url originale il 31 gennaio 2010).
13. ↑   Bianchi, Arma, Loria e i veleni del 2010: "Contro il Brescia una finale assurda", su toro.it, 8 novembre 2019. URL consultato il 27 gennaio 2020.
14. ↑   Italy - Coppa Italia Top Scorers, su rsssf.com. URL consultato il 27 gennaio 2020.
15. 1 2   Il ritorno a Vicenza di Rachid Arma, su sportvicentino.it, 24 agosto 2018. URL consultato il 27 gennaio 2020.
16. ↑   Rachid Arma saluta la Spal, su estense.com, 30 luglio 2012. URL consultato il 27 gennaio 2020.
17. ↑   La Reggiana ha preso il bomber Arma, su gazzettadireggio.gelocal.it, 24 luglio 2015. URL consultato il 28 gennaio 2020.
18. ↑   Rachid Arma, uno dei top bomber della Lega Pro (83 reti) in neroverde, su pordenonecalcio.com, 30 giugno 2016. URL consultato il 28 gennaio 2020 (archiviato dall'url originale l'8 dicembre 2017).
19. ↑   Piove sul bagnato in casa Pordenone: anche Rachid Arma salta il Parma, su parmalive.com, 8 giugno 2017. URL consultato il 28 gennaio 2020.
20. ↑   Triestina, Arma: "Questa è una piazza che mi ha sempre impressionato. La società mi ha fatto sentire importante", su tuttoc.com, 27 luglio 2017. URL consultato il 28 gennaio 2020.
21. ↑   Vicenza, Arma: "Ringrazio chi mi ha dato l'opportunità di tornare a Vicenza e di vincere un campionato! E ai tifosi auguro…", su Triveneto Goal, 18 luglio 2020. URL consultato il 28 agosto 2020.
22. 1 2 3 4 5 6 7  Play-off.
23. ↑  Play-out.